# الفتيات الأخيرات (فلم)
الفتيات الأخيرات (بالإنجليزية: The Final Girls) هو فيلم رعب قتل كوميدي تم إنتاجه في سنة 2015 وهو من إخراج تود ستراوس شولسون ومن تأليف مارك فورتين وجوشوا ميلر ومن بطولة تايسا فارميجا ومالين أكرمان وآدم ديفين وتوماس ميدلديتش والكسندر لودفيج ونينا دوبراف وكلو بريدجس وأنجيلا تريمبور. تم عرض الفيلم في مهرجان ساوث باي ساوثويست في 13 مارس 2015. وقد تم عرض هذا الفيلم في مهرجان تورونتو السينمائي الدولي في سنة 2015.

## القصة
قصة الفيلم تتكلم عن فتاة جميلة إسمها فيرونيكا، يتم إستدراجها للغابة من قبل مجموعة من الشباب لإستغلالها في أحد طقوسهم الدينية، ولكنهم كانوا لا يعرفون ما ينتظرهم، ففيرونكا كانت قد تلقت تدريبات تجعلها سلاحا فتاكا في حد ذاتها، فتقوم بتحويل الصيادين إلى فريسة، لتواجه هذه المجموعة بوحشية وعناد لم يتوقعوا أبدا أن يتعرضوا لهما.

## البطولة
- تايسا فارميجا بدور ماكس كارترايت
- مالين أكرمان بدور نانسي كارترايت
- الكسندر لودفيج بدور كريس بريغس
- نينا دوبراف بدور فيكي سامرس
- عليا شوكت بدور جيرتي مايكلس
- توماس ميدلديتش بدور دانكن
- آدم ديفين بدور كارت
- أنجيلا تريمبور بدور تينا
- كلو بريدجس بدور باولا
- توري تومبسون بدور بليك
- ريجينالد روبنسون بدور هانكي هيكر
- لاورين غروس بدور ميمي
- دانييل لوريس بدور بيلي مورفي
- إيريك كامي بدور بيلي الصغيرة

## التقييم
حصل الفيلم على تقييم 71% في موقع الطماطم الفاسدة بناءً على 58 مشاهدة ومعظم الانتقادات كانت إيجابية، وذكر النقاد أن قصة فتيات تقمن بالذبح تثير الفضول في الفيلم بشكل عبقري. على موقع ميتاكريتيك حصل على تقييم 59 من 100 وحصل على 13 نقد متفاوت بين الإيجابي والسلبي.

## وصلات خارجية
- مقالات تستعمل روابط فنية بلا صلة مع ويكي بيانات

- الفتيات الأخيرات على قاعدة بيانات الأفلام على الإنترنت

لا توجد روابط لمواقع التواصل الاجتماعي.